# 馬毛
馬毛（うまげ、英: Horse Hair）は、馬の毛のことをいい、動物繊維の一種である。
他の動物繊維とは異なり、体全体の毛ではなく、鬣(たてがみ)・尾毛のみを指すことが多い。

## 用途
ブラシ類
- 歯ブラシ、洋服ブラシ、靴ブラシ
- 画筆（水含みの良さ、穂先のまとまりに優れているといわれる[2]）

楽器
- 擦弦楽器（ヴァイオリン属やサーランギー）の弓の毛として使用される。白毛のものは、ヴァイオリン、ビオラ、チェロの弓で使用され、黒毛はコントラバスで使用されるが、コントラバスでも白毛が使われることがある。黒毛の方が摩擦力が強い。日本では主に中国産やモンゴル産が使用される。

調理道具
- 「裏ごし器」の網部分に使用[3]

ファッション
- 馬巣織（ばすおり） - 縦糸に糸、横糸に馬の尾毛を用いた織物で、襟芯・胸芯などの部分に[4]、洋服に堅さを出すために使用[5]。ホースヘア・クロス(Horse hair cloth)ともいう[6]。
- ホースヘア・ブレード - 形を固定する用途で、スカートの裾や、帽子にあしらう。

その他
- 能面の毛髪と髭（長い毛には尾毛、短い毛には鬣）として[7]
- クッション・マットレスなどの詰め物として